# Thomas Digges
Thomas Digges (Barnham, 1546 – Londra, 24 agosto 1595) è stato un astronomo e matematico britannico.

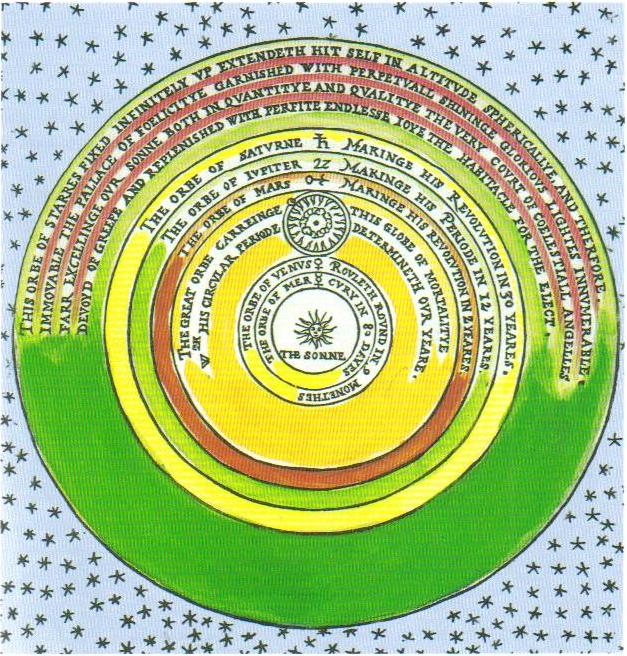
Mappa dell'universo secondo Thomas Digges.

Figlio di Leonard Digges (c. 1520 - c. 1559), Thomas ricevette la propria formazione matematica dal padre e dal celebre matematico inglese John Dee (1527-1608), divenendo in seguito uno dei più rinomati matematici inglesi. Si dedicò alla carriera militare operando come comandante dell'armata inglese nei Paesi Bassi. Thomas Digges fu il primo convinto sostenitore di Copernico (1473-1543) in Inghilterra.
Le sue audaci concezioni eliocentriche furono esposte in A Perfit description of the Celestiall Orbes, pubblicato a Londra nel 1576. Compose numerose opere che pubblicò spesso insieme agli scritti del padre Leonard: Alae sive scalae mathematicae (Londra, 1573), che contiene osservazioni sulla Stella Nova del 1572; An Arithmeticall Militare treatise named Stratioticos (Londra, 1579), nel quale insegna l'algebra e l'aritmetica necessarie per il perfetto soldato. Egli inoltre fu membro del Parlamento. È il padre del politico Dudley Digges e del poeta Leonard Digges.
Digges fu il primo a rivedere le concezioni di un universo finito quando nel novembre del 1572, un forte bagliore, causato dalla supernova SN 1572, illuminò per diverse settimane il cielo. Secondo l'astronomia tolemaica e aristotelica, solo gli elementi "sublunari" – cioè interni all'orbita lunare – erano passibili di mutamento mentre le stelle dovevano essere immutabili. Chiaramente, l'apparizione di una nuova (quindi: "nova") stella dimostrava il contrario. Inoltre, l'osservazione della nova, che risultava immobile rispetto alle altre stelle, dimostrava che si trattava appunto di una stella e non di un fenomeno sub-lunare.